# ブルース・セクション (バンド)
ブルース・セクション（Blues Section）は、フィンランドのブルースロック、R&Bバンド。

## 概要
1967年に結成。1968年秋に解散。このバンドからウィグワム、タサヴァラン・プレジデンティ (Tasavallan Presidentti)という2つのバンドが生まれており、ワイルド・フラワーズからソフト・マシーン、キャラヴァンが生まれたのに似ている。1970年に一時的に再結成している。

## 来歴
- 1967年

ジョン・メイオール&ザ・ブルースブレイカーズに影響を受けたハッセ・ワリとマンス・グランドストロエムを中心に結成。その後、ジム・ペンブローク、エドワード・ヴェサラ、イーロ・コイヴィストイネンが加入。
ドラムが、ヴェサラから、ライモ・ロータリンへ、そしてロニー・オスターベルグに交代。
ファースト・アルバム『Blues Section』録音。
- 1968年

春にグランドストロエム脱退、ペッカ・サーマント加入。
ペンブローク脱退。
フランク・ロブソン加入、数ヶ月在籍。
オスターベルグをボーカルとしてシングル曲を録音。
夏にコイヴィストイネン、サーマント脱退。オスターベルグをボーカルとしてシングル曲を録音。
秋に解散。
年末にオスターベルグはウィグワムを結成。
- 1969年

ペンブロークがウィグワムに加入。
ロブソン、グランドストロエムがタサヴァラン・プレジデンティを結成。
- 1970年

ワリ、コイヴィストイネン、サーマント、オスターベルグで一時的に再結成してブルース・セクション名義の曲を録音。
- 1972年

グランドストロエムがタサヴァラン・プレジデンティを脱退。
- 1974年

グランドストロエムがウィグワムに加入。

## メンバーと担当楽器

### 第1期 1967年
- ハッセ・ワリ (Hasse Walli) - ギター
- ジム・ペンブローク (Jim Pembroke) - ボーカル
- イーロ・コイヴィストイネン (Eero Koivistoinen) - サクソフォーン
- マンス・グランドストロエム (Måns Groundstroem) - ベース
- エドワード・ヴェサラ (Edward Vesala) - ドラム

### 第2期 1967年
- ハッセ・ワリ (Hasse Walli) - ギター
- ジム・ペンブローク (Jim Pembroke) - ボーカル
- イーロ・コイヴィストイネン (Eero Koivistoinen) - サクソフォーン
- マンス・グランドストロエム (Måns Groundstroem) - ベース
- ライモ・ロータリン (Raimo Rautarinne) - ドラム

### 第3期 1967年 - 1968年春
- ハッセ・ワリ (Hasse Walli) - ギター
- ジム・ペンブローク (Jim Pembroke) - ボーカル
- イーロ・コイヴィストイネン (Eero Koivistoinen) - サクソフォーン
- マンス・グランドストロエム (Måns Groundstroem) - ベース、ピアノ、オルガン
- ロニー・オスターベルグ (Ronald "Ronnie" Österberg) - ドラム

+
- オットー・ドナー (Otto Donner) - ピアノ、フルート (ゲスト/ファースト・アルバム)
- イーロ・オヤネン (Eero Ojanen) - チェレスタ (ゲスト/ファースト・アルバム)
- ペッカ・サーマント (Pekka Sarmanto) - ベース (ゲスト/ファースト・アルバム)

ファースト・アルバム『Blues Section』録音。

### 第4期 1968年春
- ハッセ・ワリ (Hasse Walli) - ギター
- ジム・ペンブローク (Jim Pembroke) - ボーカル
- イーロ・コイヴィストイネン (Eero Koivistoinen) - サクソフォーン
- ペッカ・サーマント (Pekka Sarmanto) - ベース
- ロニー・オスターベルグ (Ronald "Ronnie" Österberg) - ドラム

+
- オットー・ドナー (Otto Donner) - ピアノ、オルガン (ゲスト/シングル)
- シニッカ・ソッカ (Sinikka Sokka) - バック・ボーカル (ゲスト/シングル)

### 第5期 1968年春 - 夏
- ハッセ・ワリ (Hasse Walli) - ギター
- イーロ・コイヴィストイネン (Eero Koivistoinen) - サクソフォーン
- ペッカ・サーマント (Pekka Sarmanto) - ベース
- ロニー・オスターベルグ (Ronald "Ronnie" Österberg) - ドラム
- フランク・ロブソン (Frank Robson) - ボーカル、オルガン

+
- イーロ・オヤネン (Eero Ojanen) - ピアノ (ゲスト/シングル)

### 第6期 1968年春 - 夏
- ハッセ・ワリ (Hasse Walli) - ギター
- イーロ・コイヴィストイネン (Eero Koivistoinen) - サクソフォーン
- ペッカ・サーマント (Pekka Sarmanto) - ベース
- ロニー・オスターベルグ (Ronald "Ronnie" Österberg) - ボーカル、ドラム

+
- オットー・ドナー (Otto Donner) - ピアノ、オルガン (ゲスト/シングル)
- イーロ・オヤネン (Eero Ojanen) - ピアノ (ゲスト/シングル)
- フランク・ロブソン (Frank Robson) - オルガン (ゲスト/シングル)

### 第7期 1968年夏 - 秋
- ハッセ・ワリ (Hasse Walli) - ギター
- ロニー・オスターベルグ (Ronald "Ronnie" Österberg) - ボーカル

+
- オットー・ドナー (Otto Donner) - トランペット (ゲスト/シングル)
- ユハニ・アールトネン (Juhani Aaltonen) - サクソフォーン (ゲスト/シングル)
- Studio-Orchestra (ゲスト/シングル)

### 第8期 1970年
- ハッセ・ワリ (Hasse Walli) - ギター
- イーロ・コイヴィストイネン (Eero Koivistoinen) - サクソフォーン
- ペッカ・サーマント (Pekka Sarmanto) - ベース
- ロニー・オスターベルグ (Ronald "Ronnie" Österberg) - ドラム

## ディスコグラフィ

### スタジオ・アルバム
- Blues Section (1967年 第3期)

### コンピレーション・アルバム
- Some Of Love (1969年)
- Once More For The Road (1980年)
- Classics - The Ultimate Collection (1990年)
- Blues Section 2 (1995年 第3期～第7期) ※第3期～第7期のシングル曲、バッキングを務めたシングル曲をまとめた作品

### シングル
- "Call Me On Your Telephone" / "Only Dreaming" (1967年 第3期 Blues Section & Jim Pembroke名義)
- "Hey, Hey, Hey" / "Shivers Of Pleasure" (1967年 第3期 Blues Section & Jim Pembroke名義)
- "Semi-Circle Solitude" / "Cherry Cup-Cake Twist" (1968年 第4期 Jim Pembroke & Blues Section名義)
- "Faye" / "Sun Of Love" (1968年 第5期 Blues Section & Frank Robson名義)
- "Kauan Kuljen" / "Hei Vaan" (1968年 第6期 Ronnie & Blues Section名義)
- "Ei Kauempaa" / "Kun Yö Hyväilee" (1968年 第7期 Ronnie & Blues Section名義)

### オムニバス
- Love Proge 2 (1998年 “Shivers Of Pleasure”(第3期)、“Sun Of Love”(第5期)、“Football”(第3期)、“Lucy Jane”(第8期)、“For Mods Only”(第8期)で参加)

### その他
- Teatteri 67 : Pax-Kabaree (1967年) ※ワリ、コイヴィストイネン、サーマント、オスターベルグがブルース・セクション名義で録音したEP盤
- Kirka Babitzin : "Anna Suukko Vain" / "Silloin Ihminen Kaunein On" (1967年) ※第3期メンバーがバッキングを務めている。
- Otto Donner : "Pääskytorni" / "Kuka Kertoisi Minulle" (1968年) ※ワリ、サーマント、オスターベルグがバッキングを務めている。